# Филлофорное поле Зернова
Филлофорное поле Зернова (укр. Філофорне поле Зернова) — ботанический заказник общегосударственного значения, расположенный в акватории Чёрного моря на шельфе Северо-Западного региона в морской экономической зоне Украины. Создан указом Президента Украины № 1064/2008 от 21 ноября 2008 года.
Цель создания заказника — охрана крупной колонии водорослей из рода филлофора (Phyllophora), возрождение флоры и фауны прибрежной акватории Чёрного моря. Однако по сообщению 2019 года Большое филлофорное поле Зернова практически исчезло из-за процессов, связанных с добычей ресурсов в шельфовой зоне Чёрного моря.
С. А. Зернову принадлежит честь открытия (1908 год) в северо-западной части Чёрного моря, к западу от Крыма, колоссального скопления красной водоросли филлофоры площадью более 10 000 км² (почти половина площади Крыма). В честь первооткрывателя эти заросли названы «филлофорное поле Зернова».

## Территория
Площадь заказника составляет 4025 км². Границы заказника определены координатами:
- 45°18′25″ с. ш. 30°42′26″ в. д.HGЯO
- 45°54′42″ с. ш. 30°55′05″ в. д.HGЯO
- 46°01′53″ с. ш. 31°10′40″ в. д.HGЯO
- 45°31′05″ с. ш. 31°42′56″ в. д.HGЯO
- 45°17′41″ с. ш. 31°23′20″ в. д.HGЯO